# Impatiens pterosepala
Impatiens pterosepala är en balsaminväxtart som beskrevs av Hook. f. Impatiens pterosepala ingår i släktet balsaminer, och familjen balsaminväxter. Inga underarter finns listade i Catalogue of Life.